# Jack Reynor
Jack Reynor (Longmont, 23 januari 1992) is een Iers acteur. Hij is bekend van zijn hoofdrollen in de films What Richard Did (2012) en Transformers: Age of Extinction (2014).

## Biografie
Jack Reynor werd in 1992 geboren in Longmont, een plaats in de Amerikaanse staat Colorado. Hij woonde samen met zijn moeder Tara, een Ierse, in Boulder. Op tweejarige leeftijd verhuisde hij met zijn moeder naar Ierland. Op achtjarige leeftijd acteerde hij voor het eerst. Hij speelde toen een misdienaar in de film Country.
In 2012 vertolkte Reynor het hoofdpersonage Richard Karlsen in What Richard Did van regisseur Lenny Abrahamson. Zijn vertolking leverde hem de Ierse filmprijs (IFTA) voor beste acteur op. Nadien versierde hij ook een hoofdrol in de Transformers-franchise. Hij tekende een contract voor meerdere films en maakte zijn debuut in Transformers: Age of Extinction (2014). In 2015 speelde hij Malcolm in Justin Kurzels verfilming van Macbeth. 